# Georges Cazenave
Pour les articles homonymes, voir Cazenave.
Georges Cazenave, né le 1er mai 1905 à Hanoï et mort le 8 juin 1982 à Capbreton, est un enseignant et poète français.

## Biographie
Georges Cazenave naît le 1er mai 1905 à Hanoï dans « une des plus anciennes familles de Capbreton ». Il étudie au lycée puis à la faculté de lettres de Bordeaux. Il fait partie d'une mission universitaire en Roumanie. Il enseigne à l'école primaire supérieure de Cahors, au collège de Blaye, au lycée Chaptal puis au lycée Jean-Baptiste-Say.  
Poète et écrivain, il est l'auteur de plusieurs recueils : Soirées languides (1924), Cantilènes (1929), Soliloques du Pèlerin (1929), Orgueils (1931), Entre ciel et Seine (1966, récompensé par la médaille d'argent de la Ville de Paris et le prix Véga-et-Lods-de-Wegmann de 1967) et À l'ombre de mon pin (1969). Il écrit également des œuvres en prose : le récit historique Une camarilla sous la restauration (1959) et le roman La lanterne de Diogène (1956). Il reçoit le prix des Trois Couronnes en 1969. Il meurt le 8 juin 1982 à Capbreton. 

## Publications

### Recueils de poèmes
- L'Inutile voyage, poèmes suivis des Cantilènes, Bordeaux, Chez l'auteur, 1929, 62 p. (SUDOC 065264355)
- Soliloques du pèlerin, poèmes, Bordeaux, Chez l'auteur, 1932, 43 p. (SUDOC 063159813)
- Tableau parisien, Paris, Caractères, 1956, 70 p. (SUDOC 078299187)
- Mes Landes, poèmes, Paris, Debresse, 1959, 71 p. (BNF 32943313)
- Choix de poèmes. Tableaux parisiens, Mes landes, poèmes divers, Paris, Debresse, 1961, 87 p. (BNF 32943311)
- Entre ciel et Seine, tableaux parisiens  (ill. André Barrère), Paris, Debresse, 1966, 101 p. (BNF 32943312)
- À l'ombre de mon pin, poèmes du terroir accommodés de quelques récits landais  (ill. Émile Vignes), Paris, La Revue moderne, 1969, 101 p. (BNF 32943310)
- Au port d'attache  (ill. Anne-Marie Barère), Paris, La Revue moderne, 1972, 63 p. (BNF 35145591)
- Par les nuages entre les Landes et Paris. Anthologie poétique, Paris, Barré-Dayez, 1974, 64 p. (SUDOC 102165319)

### Œuvres en prose
- Une camarilla sous la Restauration, Paris, Nouvelles éditions latines, 1955, 172 p. (SUDOC 066200296)